# She Learned About Sailors
She Learned About Sailors, é um filme de comédia dramática de 1934, dirigido por George Marshall e protagonizado por Alice Faye e Lew Ayres.

## Sinopse
Uma cantora de uma nightclub de Shangai se apaixona por um marujo, mas com a distância que surge após seu navio ter partido e as complicações de cada um, os dois acabam não desistindo até poderem ficar juntos.

## Elenco
- Alice Faye - Jean Legoi
- Lew Ayres - Larry Wilson
- Harry Green - Jose Pedro Alesandro Lopez Rubinstein
- Ernie Alexander
- Susan Fleming